# 大庆西站
大庆西站是位于中华人民共和国黑龙江省大庆市让胡路区的一座铁路车站，原名五十二号小站、索龙察奇站、让湖路站，现有站房于2013年11月20日投入使用，经过铁路有滨洲铁路、通让铁路和哈齐高速铁路，是哈尔滨局集团大庆车务段下辖的一等站，车站规模为5台13线。

## 历史
1898年8月，车站随中东铁路建设而开工，1903年7月投入使用，时名五十二号小站，后更名为索龙察奇站。
1960年，为缓解萨尔图站的客货运压力，更名为让湖路站。
为配合大庆市城市发展规划和哈齐高铁建设，决定对让湖路站进行升级改造，改造工程包括新建让湖路站和扩建让湖路西站（货运站）两部分内容，2008年10月22日，改造工程可行性研究报告获原铁道部正式批复，11月20日，开工建设仪式在大庆市成功举行。
2009年5月8日，货站工程全线开工，2010年8月15日竣工，同月26日正式投入使用。
2010年10月31日，让湖路站正式停办客运业务，并拆除既有站房。2011年4月5日，车站主体工程正式开工建设。
2013年10月26日，让湖路站正式更名为大庆西站。同年11月20日，大庆西站正式投入使用，并开通普速场，2015年8月17日，高速场随哈齐高铁开通而投入使用。而原让湖路西站则于2016年9月10日更名为让湖路站。

## 车站结构

### 站房
大庆西站以“奔涌的石油、腾飞的城市、和谐的家园”为设计理念，外立面采用流动而富有韵律的线条，模拟地壳下奔涌的石油，象征大庆地质构成，寓意大庆腾飞。车站站房面积5万平方米，无柱雨棚面积5万平方米，采用高架候车、上进下出的模式，从上到下依次为商业层、候车层、站台层和地下出站层，也是哈齐高铁沿线唯二采用高架候车厅和无柱雨棚的车站；设有南北两个广场，其中南广场10万平方米，北广场7万平方米。此外高架候车厅内设有“高铁时代”服务台、母婴哺乳室和便捷换乘通道等一系列便民设施。
- 二楼进站闸机
- 二楼西侧的售票大厅
- 二楼高架候车厅
- 高铁时代服务台

### 站场
大庆西站总规模为5台13线，其中1-3站台为普速场，4-8站台为高速场，普速场2台6线于2013年11月启用，高速场3台7线于2015年8月随哈齐高铁开通而全部投入使用，股道由西南向东北按1-13的顺序编号。
| 东北↑ |      |                                                                       |  |
|       | 侧式 |                                                                       |  |
| 13道  | 8    | 高速场 到发线                                                         |  |
| 12道  | 7    | 高速场 到发线                                                         |  |
|       | 岛式 |                                                                       |  |
| 11道  | 6    | 高速场 到发线                                                         |  |
| Ⅹ道   | 无   | （杜尔伯特站）高速场 哈齐高速线 上行正线 往哈尔滨站方向（大庆东站）   |  |
| Ⅸ道   | 无   | （杜尔伯特站）高速场 哈齐高速线 下行正线 往齐齐哈尔站方向（大庆东站） |  |
| 8道   | 5    | 高速场 到发线                                                         |  |
|       | 岛式 |                                                                       |  |
| 7道   | 4    | 高速场 到发线                                                         |  |
| 6道   | 3    | 普速场 到发线                                                         |  |
|       | 岛式 |                                                                       |  |
| 5道   | 2    | 普速场 到发线                                                         |  |
| Ⅳ道   | 无   | （喇嘛甸站）普速场 滨洲线 上行正线 往哈尔滨站方向（大庆站）           |  |
| Ⅲ道   | 无   | （喇嘛甸站）普速场 滨洲线 下行正线 往满洲里站方向（大庆站）           |  |
| Ⅱ道   | 无   | （壮志站）普速场 通让线 上行正线 往通辽站方向（终点站）               |  |
| 1道   | 1    | 普速场 到发线                                                         |  |
|       | 侧式 |                                                                       |  |
| 西南↓ | 站房 |                                                                       |  |

## 旅客列车目的地
| 目的地地区 | 列车终到目的地 |
| ---------- | --- |
| 东北地区   | 哈尔滨站、哈尔滨西站、齐齐哈尔站、齐齐哈尔南站、嫩江站、漠河站、加格达奇站、吉林站、珲春站、长白山站、丹东站、大连站、大连北站、东方红站、海拉尔站、满洲里站 |
| 华北地区   | 北京站、北京朝阳站、天津西站 |
| 中南地区   | 郑州站、郑州东站、深圳东站 |
| 华东地区   | 济南东站、菏泽东站、合肥站 |
| 西北地区   | 西宁站 |